# Ye Jiangchuan
Ye Jiangchuan (en xinès simplificat: 叶江川; en xinès tradicional: 葉江川; en Pinyin: Yè Jiāngchuān; nascut el 20 de novembre de 1960 a Wuxi, Jiangsu) és un jugador d'escacs xinès, que té el títol de Gran Mestre des de 1993. Ha estat àmpliament considerat una de les estrelles de l'era moderna dels escacs en aquell país. Va obtenir el títol de FIDE Senior Trainer l'any 2005.
El 1993, Ye va esdevenir el tercer Gran Mestre de la Xina, després de Ye Rongguang i Xie Jun. L'1 de gener de 2000, va aconseguir ser el primer jugador xinès a sobrepassar la barrera dels 2600 punts Elo. Va arribar a ser el 17è millor jugador del món, l'octubre de 2000, i es va mantenir consistentment en el top 25 en el període 2000–04.
Tot i que roman inactiu des de 2010, a la llista d'Elo de la FIDE de desembre de 2014, hi tenia un Elo de 2602 punts, cosa que en feia el jugador número 12 de la Xina. El seu màxim Elo va ser de 2684 punts, a la llista d'abril de 2003 (posició 22 al rànquing mundial).

## Resultats destacats en competició
Ye va aprendre a jugar a escacs bastant tard, a 17 anys. Tres anys més tard es va proclamar Campió Nacional de la Xina. A més, ha guanyat set vegades (el 1981, 1984, 1986, 1987, 1989, 1994 i 1996) el campionat de la Xina.
Ha representat al seu país en nombroses Olimpíades d'escacs i en campionats regionals per equips a l'Àsia. Ye ha estat quatre vegades membre de l'Asia Team Champions, presents en 10 Olimpíades. El seu millor resultat en equip en una Olimpíada va ser en la 33a edició, que va tenir lloc el 1998 a Elistà, Rússia, en què el seu equip va acabar en cinquena posició, i ell hi jugava com a primer tauler.
Ye fou el 1995 i el 1999 campiío de la Copa Dato Tan Chin Nam, i el 2001 en fou cocampió. Va assolir la 4a ronda (9–16è llocs) al Campionat del món d'escacs de 2002 (FIDE), on fou finalment eliminat per Vassil Ivantxuk (½–1½). També va arribar als quarts de final a les edicions de la Copa del Món de 2000 i 2002.
Ye ha jugat molt menys sovint després de ser nomenat entrenador en cap dels equips nacionals xinesos, tant masculí com femení, l'any 2000.